# Berta (filha de Carlos Magno)
Berta (nascida por volta de 779-780, morreu depois de 823) era filha de Carlos Magno, rei dos Francos e imperador do Ocidente, e de Hildegarda.

## Biografia
Como todos os seus irmãos e irmãs, Berta viveu na casa real de Carlos Magno, em que todos os filhos foram educados por tutores.
Uma embaixada do rei Offa de Mércia, que pediu a sua mão para seu filho Ecgfrito, levou Carlos Magno à ruptura de relações diplomáticas com a Grã-Bretanha no 790 e para proibir que aos navios anglo-saxões o acesso aos seus portos. Como suas irmãs, Berta nunca se casou, os historiadores que acreditam que o imperador se recusou a casar as suas filhas para evitar uma rivalidade política com os seus genros.
Berta teve um longo relacionamento com Angilberto, um diplomata próximo de Carlos Magno e poeta, e deu à luz dois filhos : Nitardo e Hartenido. Em 794 ou 795, Angilberto apresentou na corte como entretenimento um poema louvando a beleza e os encantos das filhas de Carlos Magno; Berta é particularmente elogiada por ter um discernimento crítico e apreço pela poesia,.
Os filhos de Berta e Angilberto são Hartenido, de quem não sabemos grande coisa, e Nitardo, historiador e o abade de Saint-Riquier. Angilberto coloca um fim ao seu relacionamento com Berta, e retira-se para um mosteiro e torna-se abade de Saint-Riquier, de acordo com uma biografia de seu filho. Nitardo manteve-se, no entanto, um importante conselheiro de Carlos Magno. Nitardo era um soldado e político destacado e tornou-se conselheiro de Carlos, o Calvo.
Após a morte de Carlos Magno, seu filho e sucessor, Luís, o Piedoso exila as suas irmãs nos conventos que seu pai lhes tinha dado.